# Ozorków (stacja kolejowa)
Ozorków – stacja kolejowa w Ozorkowie, w województwie łódzkim, w Polsce.

## Krótki opis
Leży w dzielnicy Bugaj. Na stacji zatrzymują się pociągi osobowe ŁKA do Łodzi i Kutna oraz Przewozów Regionalnych do Łodzi i Torunia. Dworzec wybudowany według typowego projektu stacji średniej wielkości zastosowanego również m.in. w Sierpcu.

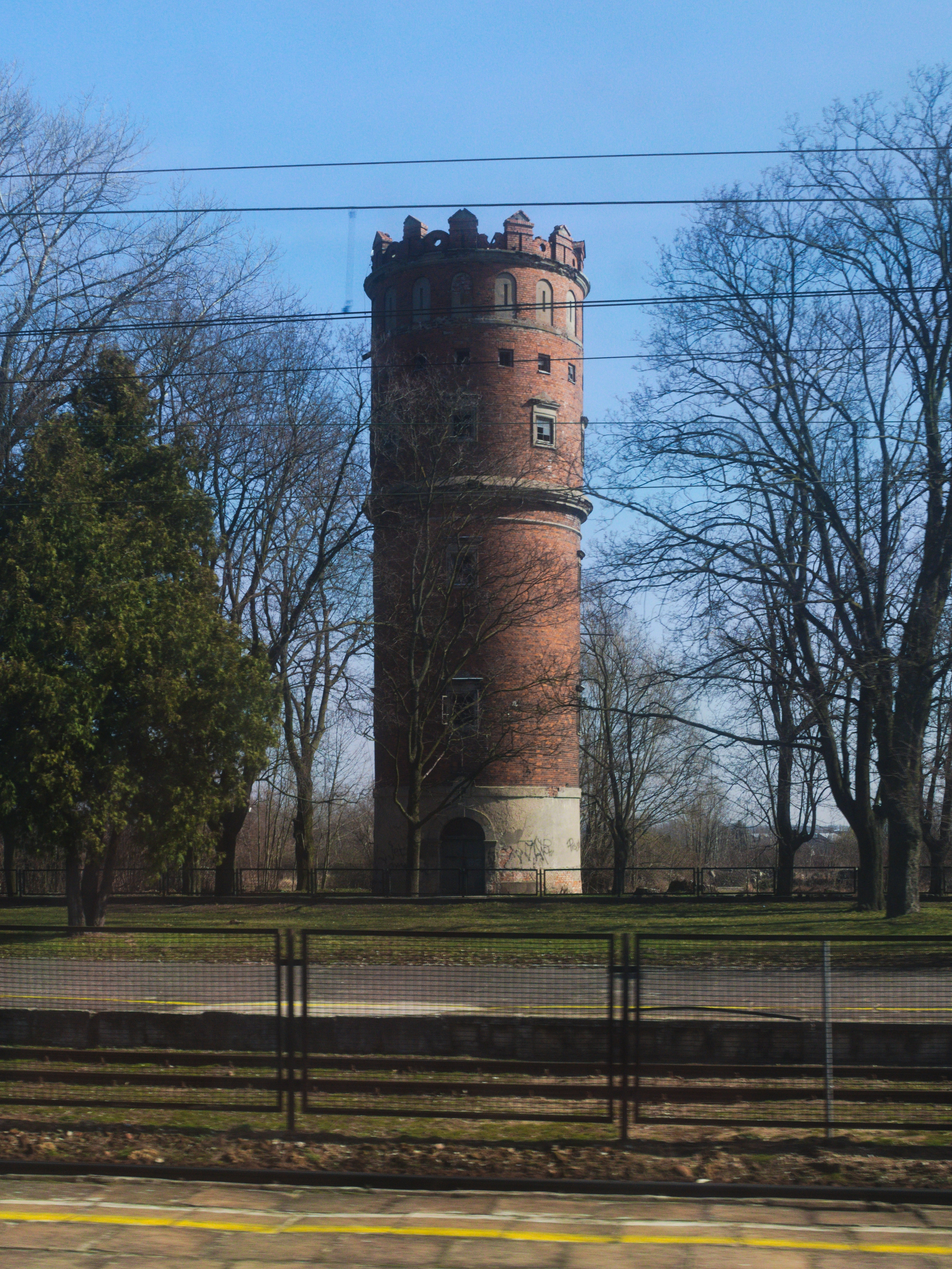
Wieża wodna na stacji Ozorków (2019)

## Ruch pasażerski[1]
| Rok  | Wymiana pasażerska na dobę |
| ---- | -------------------------- |
| 2017 | 50-99                      |
| 2018 | 50-99                      |
| 2019 | 100-149                    |
| 2020 | 50-99                      |
| 2021 | 20-49                      |
| 2022 | 100-149                    |
| 2023 | 200-299                    |